# Gejiu
Gejiu, tidigare romaniserat Kokiu, stad på häradsnivå och huvudort i Honghe, en autonom prefektur för Hanifolket och yifolket i Yunnan-provinsen i sydvästra Kina. Den ligger omkring 200 kilometer söder om provinshuvudstaden Kunming. 
Den har 218 652 invånare (2002). Gejiu, som är beläget nära gränsen till Vietnam, är den viktigaste kinesiska industriorten för produktion av tenn. Gejiu har också blivit en stor producent av bly och varit framgångsrik inom metallurgisk industri. Även maskinteknisk- och kemisk industri finns i mindre skala.

### Fotnoter
1. ↑  http://www.geohive.com/cntry/CN-53_ext.aspx
2. ↑  ”worldpostmarks.net”. Arkiverad från originalet den 2 januari 2015. https://web.archive.org/web/20150102101710/http://worldpostmarks.net/HTML%20Countries/china.htm. Läst 22 juli 2015.